# Audi V8 quattro DTM
L'Audi V8 quattro DTM (R6 en interne) est une voiture de tourisme d'Audi qui a été utilisée dans le Deutsche Tourenwagen Meisterschaft de 1990 à 1992. La base était l'Audi V8 D11. Cela en fait la troisième voiture de course basée sur la plateforme C3, aux côtés de l'Audi 200 quattro Rallye et de l'Audi 200 quattro Trans-Am. Après des succès dans le championnat du monde des rallyes et aux États-Unis dans la série Trans-Am et IMSA-GTO, Audi a voulu démontrer les avantages de la transmission intégrale permanente quattro sur son sol à partir de 1990. L'Audi a roulée en concurrence avec des modèles des deux autres constructeurs allemands haut de gamme, BMW et Mercedes-Benz.

## Transmission
Le moteur de la V8 quattro DTM est basé sur le moteur 8 cylindres en V d'une cylindrée de 3,6 litres de la voiture de série. Au début de la saison 1990, le moteur avait une puissance d'environ 309 kW (420 ch) et il a été continuellement développé au fil des ans. Entre autres choses, Audi a pu améliorer la réponse du moteur et augmenter le couple et la puissance grâce à un racleur d'huile pour le carter humide, qui empêche le vilebrequin de plonger dans l'huile et de le faire mousser sous une accélération latérale élevée. Lors de la dernière course, en 1992, 340 kW (462 ch) étaient disponibles. La puissance est transmise via une boîte manuelle à 6 rapports et, comme dans la voiture de série, via la transmission intégrale permanente quattro.

## Carrosserie

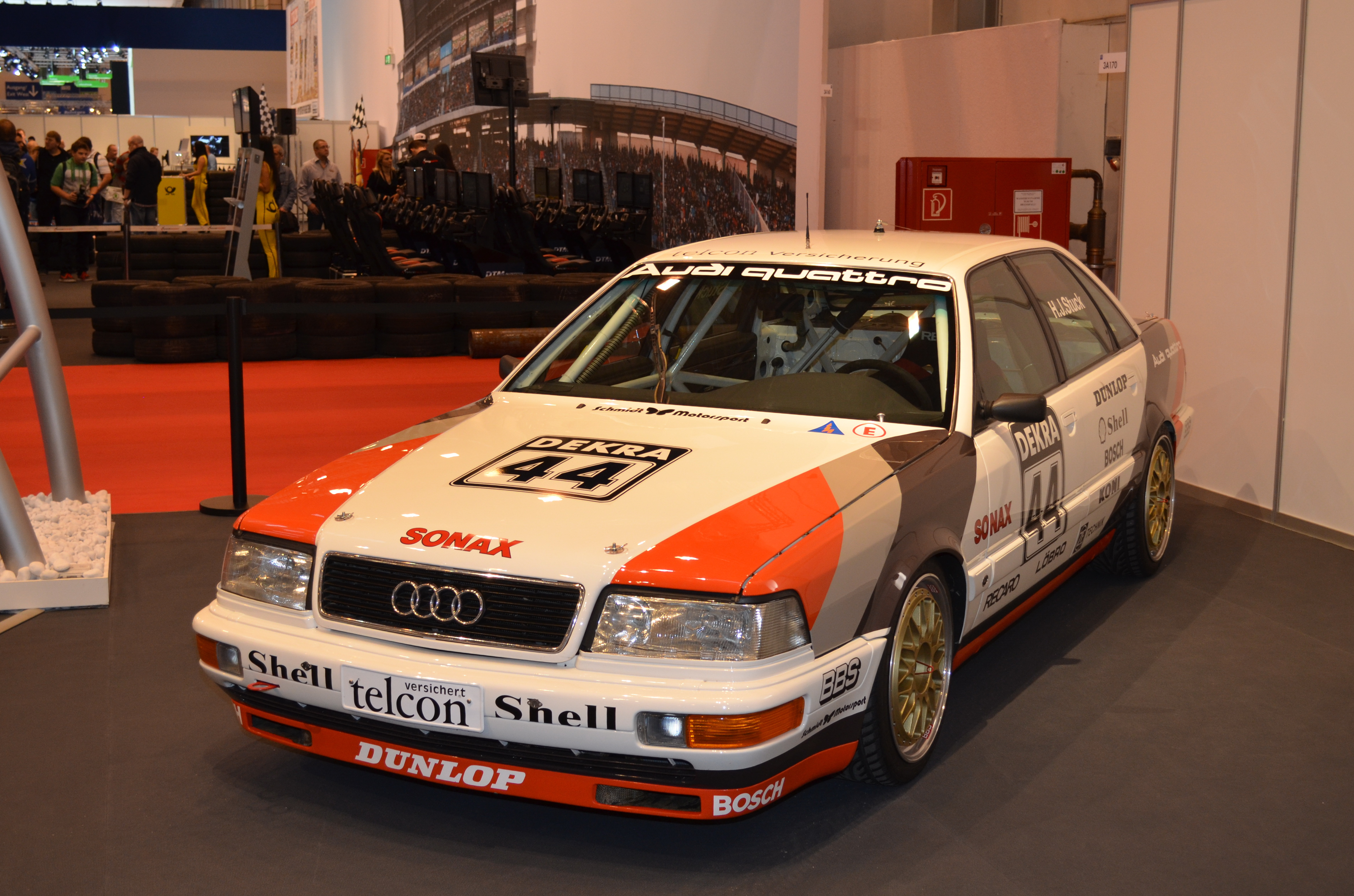
Audi V8 quattro DTM de la saison 1990.

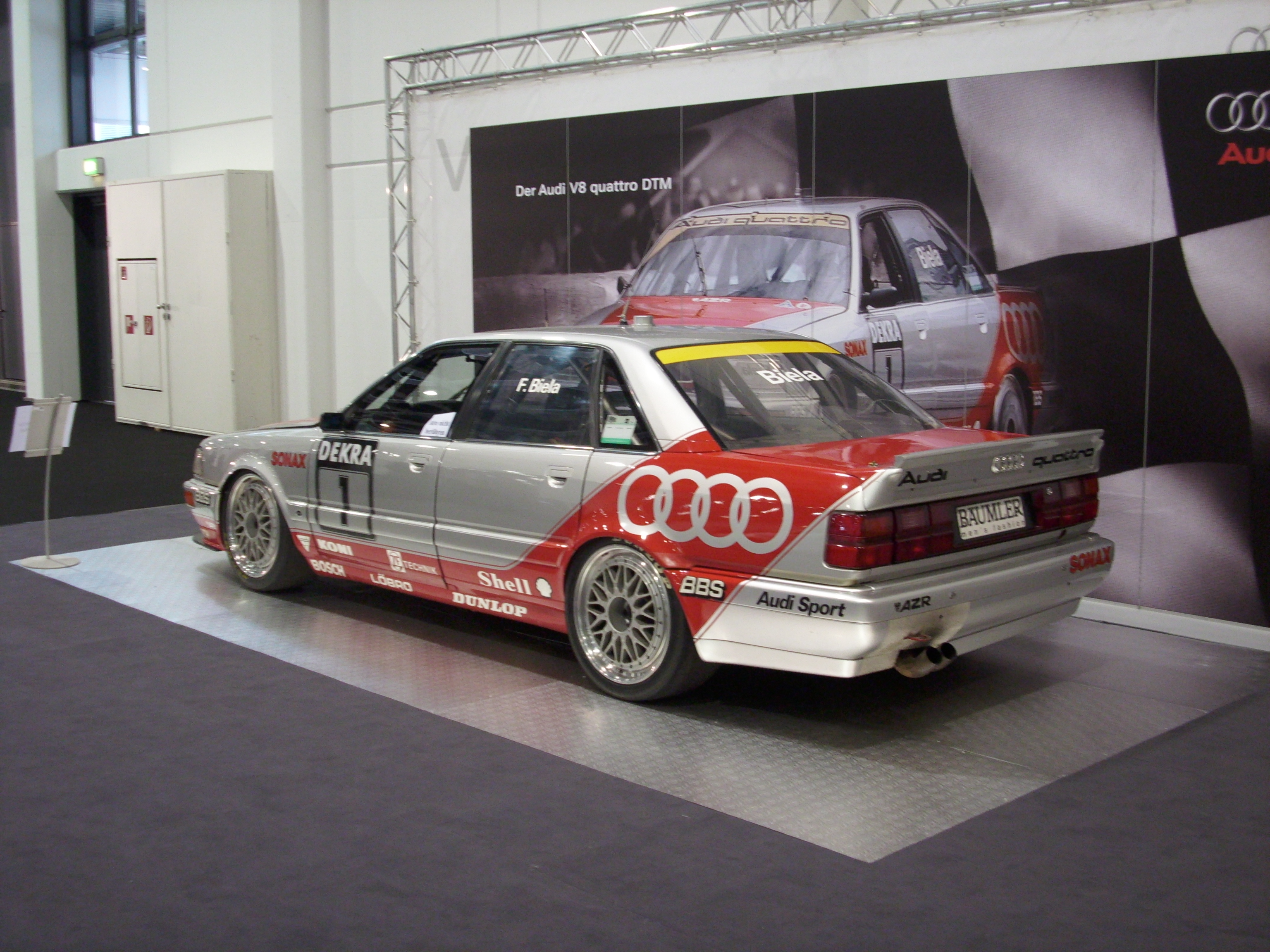
Audi V8 quattro de 1992.

En 1990, lors de sa première année de participation au DTM, Audi a utilisé la carrosserie de la V8 quattro de production. La voiture a été homologuée selon la réglementation du groupe A, ce qui signifie que l’apparence extérieure de la voiture est restée pratiquement inchangée. Cependant, sur des parcours à grande vitesse tels qu’à l'AVUS ou à la base aérienne de Wunstorf, la V8 quattro générait une portance, ce qui réduisait la vitesse de pointe. C'est pourquoi en 1991, Audi a fait homologuer un modèle évolué avec spoilers coulissants. Ces spoilers fournissaient beaucoup plus d'appui. À l'intérieur, le tableau de bord et les panneaux de porte de la voiture de série ont dû être conservés. Le poids minimum a varié au fil des ans, passant de 1 220 à 1 300 kg. La dernière année, la V8 quattro pesait 320 kg de plus que les modèles de la concurrence, les Mercedes 190E 2.5-16 Evo 2 et BMW M3 Sport Evolution.

## Championnat DTM 1990
Lorsqu'Audi a annoncé qu'elle participerait au DTM en 1990, le choix du véhicule particulier a fait sensation. Presque personne ne s'attendait à une berline de luxe dans le DTM. Les moteurs turbo étant interdits en DTM depuis 1990, le moteur cinq cylindres en ligne turbo qui a fait ses preuves dans le sport automobile ne pouvait pas être utilisé. Il n'était donc pas possible pour Audi de commencer avec l'Audi 90 quattro, qui avait déjà été utilisée avec succès en course sous le nom de 90 quattro IMSA GTO.
Les véhicules de la saison 1990 ont été préparés par Konrad Schmidt Motorsport GmbH, SMS en abrégé. Au début de la saison, un seul véhicule était utilisé, conduit par Hans-Joachim Stuck. Stuck a déjà pu terminer sur le podium lors de la deuxième course de Zolder lors du premier week-end de course. À l'AVUS, il a pu remporter les deux manches et ainsi remporter les premières victoires d'Audi. Dès le huitième week-end de course au Norisring, il a reçu le soutien du double champion du monde des rallyes, Walter Röhrl, qui a piloté la deuxième V8 quattro DTM pour le reste de la saison. Dès sa première course, Röhrl a mené jusqu'au dernier tour puis a laissé passer Stuck en faveur du championnat. Lors du dernier week-end de course à Hockenheimring, quatre autres pilotes avaient une chance de remporter le titre aux côtés de Stuck. Chaque constructeur a engagé des pilotes invités pour les deux dernières courses. Frank Jelinski a alors conduit pour Audi, il a joué un rôle clé dans la lutte pour le titre avec ses deux deuxièmes places. Avec des triples victoires dans les deux courses, Audi a remporté le championnat avec Hans-Joachim Stuck. L'Audi V8 quattro DTM a ainsi remporté le titre dès sa première année d'exploitation.

### Résultats
| Date       | Circuit                       | Tours | Hans-Joachim Stuck                        | Walter Röhrl                                         | Frank Jelinski |
| ---------- | ----------------------------- | ----- | ----------------------------------------- | ---------------------------------------------------- | -------------- |
| 01.04.1990 | Zolder (B)                    | 24    | 14ème place 3ème place                    |                                                      |                |
| 08.04.1990 | Hockenheimring (D)            | 15    | 6ème place 2ème place                     |                                                      |                |
| 22.04.1990 | Nürburgring (D)               | 22    | Échec (accident au départ) 16ème place    |                                                      |                |
| 06.05.1990 | AVUS (D)                      | 19 21 | 1ère place                                |                                                      |                |
| 20.05.1990 | Aéroport de Mainz-Finthen (D) | 45    | 15ème place 20ème place                   |                                                      |                |
| 03.06.1990 | Fliegerhorst Wunstorf (D)     | 20    | 1ère place                                |                                                      |                |
| 16.06.1990 | Nürburgring-Nordschleife (D)  | 4     | Échec (suspension/4ème tours) 11ème place |                                                      |                |
| 01.07.1990 | Norisring (D)                 | 44    | 1ère place 3ème place                     | 2ème place 5ème place                                |                |
| 05.08.1990 | Fliegerhorst Diepholz (D)     | 38    | 14ème place 8ème place                    | 9ème place Échec (arbre de transmission/14ème tours) |                |
| 02.09.1990 | Nürburgring (D)               | 22    | 11ème place 10ème place                   | 8ème place 1ère place                                |                |
| 14.10.1990 | Hockenheimring (D)            | 13 15 | 1ère place                                | 3ème place                                           | 2ème place     |

### Classement des pilotes
| Pl. | Pilote             | Véhicule                   | Point |
| --- | ------------------ | -------------------------- | ----- |
| 1.  | Hans-Joachim Stuck | Audi V8 quattro DTM        | 189   |
| 2.  | Johnny Cecotto     | BMW M3 Sport Evolution     | 177   |
| 3.  | Kurt Thiim         | Mercedes 190 E 2.5-16 Evo2 | 162   |
| 4.  | Steve Soper        | BMW M3 Sport Evolution     | 152   |
| 5.  | Klaus Ludwig       | Mercedes 190 E 2.5-16 Evo2 | 140   |
| 11. | Walter Röhrl       | Audi V8 quattro DTM        | 72    |
| 18. | Frank Jelinski     | Audi V8 quattro DTM        | 30    |

## Championnat DTM 1991
Au cours de la saison 1991, Audi a concouru avec quatre V8 quattro DTM dès le départ. Hans-Joachim Stuck et le jeune pilote Hubert Haupt ont conduit pour l'équipe SMS, Frank Biela et Frank Jelinski ont commencé la saison avec la nouvelle équipe Audi Zentrum Reutlingen (AZR). Les nouvelles V8 quattro étaient des modèles évolués avec des spoilers à l'avant et à l'arrière. Un duel pour le titre entre Stuck et Biela a émergé assez rapidement. Les deux ont réussi à gagner une course à l'AVUS. Lors du dernier week-end de course à Hockenheim, les deux pilotes n'étaient séparés que de quelques points. Pour ce week-end de course, Walter Röhrl s'est à nouveau engagé à remplacer Hubert Haupt. Dans la première manche, Stuck a eu un défaut dans le capteur de vitesse, ce qui l'a fait reculer de loin et lui a coûté ses chances pour le titre. Frank Biela a remporté les deux courses et a remporté le championnat. C'était la première défense de titre dans l'histoire du DTM.

### Résultats
| Date       | Circuit                   | Tours | Frank Biela            | Hans-Joachim Stuck                      | Frank Jelinski                                                 | Hubert Haupt                                        | Walter Röhrl          |
| ---------- | ------------------------- | ----- | ---------------------- | --------------------------------------- | -------------------------------------------------------------- | --------------------------------------------------- | --------------------- |
| 31.03.1991 | Zolder (B)                | 24    | 15ème place 3ème place | 9ème place 2ème place                   | 17ème place 10ème place                                        | 19ème place -                                       |                       |
| 14.04.1991 | Hockenheimring (D)        | 15    | 19ème place 3ème place | 11ème place 26ème place                 | 12ème place 6ème place                                         | 26ème place -                                       |                       |
| 21.04.1991 | Nürburgring (D)           | 22    | 6ème place 7ème place  | 10ème place Échec (accident/4ème tours) | 11ème place 8ème place                                         | 15ème place 11ème place                             |                       |
| 05.05.1991 | AVUS (D)                  | 21    | 2ème place 1ère place  | 1ère place 2ème place                   | 3ème place Échec (pompe de direction assistée/13ème tours)     | 4ème place 3ème place                               |                       |
| 09.06.1991 | Fliegerhorst Wunstorf (D) | 20 19 | 5ème place 4ème place  | 16ème place 11ème place                 | Échec (capot moteur/11ème tours) Échec (capot moteur/1er tour) | 10ème place Échec (moteur/15ème tours)              |                       |
| 30.06.1991 | Norisring (D)             | 44    | 5ème place 11ème place | 6ème place 1ère place                   | 7ème place 5ème place                                          | 8ème place Échec (arbre de transmission/8ème tours) |                       |
| 04.08.1991 | Fliegerhorst Diepholz (D) | 37 38 | 4ème place 6ème place  | 1ère place 4ème place                   | 21ème place Échec (Moteur endommagé/1. Rd.)                    | Disqualifié 16ème place                             |                       |
| 08.09.1991 | Nürburgring (D)           | 22    | 8ème place 11ème place | 9ème place 16ème place                  | Échec (accident/15ème tours) Échec (accident 14ème tours)      | Échec (moteur/18ème tours) -                        |                       |
| 15.09.1991 | Alemannenring (D)         | 36    | 1ère place Disqualifié | 3ème place 1ère place                   | 4ème place 3ème place                                          | Échec (accident/11ème tours) -                      |                       |
| 29.09.1991 | Hockenheimring (D)        | 13 15 | 1ère place             | 14ème place 2ème place                  | 2ème place 3ème place                                          |                                                     | 3ème place 4ème place |

### Classement des pilotes
| Pl. | Pilote                       | Véhicule                  | Point |
| --- | ---------------------------- | ------------------------- | ----- |
| 1.  | Allemagne Frank Biela        | Audi V8 quattro DTM       | 174   |
| 2.  | Allemagne Klaus Ludwig       | Mercedes 190E 2.5-16 Evo2 | 166   |
| 3.  | Allemagne Hans-Joachim Stuck | Audi V8 quattro DTM       | 158   |
| 4.  | Venezuela Johnny Cecotto     | BMW M3 Sport Evolution    | 147   |
| 5.  | Royaume-Uni Steve Soper      | BMW M3 Sport Evolution    | 133   |
| 10. | Allemagne Frank Jelinski     | Audi V8 quattro DTM       | 83    |
| 15. | Allemagne Hubert Haupt       | Audi V8 quattro DTM       | 26    |
| 17. | Allemagne Walter Röhrl       | Audi V8 quattro DTM       | 22    |

## Championnat DTM 1992
La réglementation a été ajustée pour la saison 1992 et la V8 quattro DTM est devenue encore plus lourde. Afin de pouvoir suivre la concurrence, Audi a développé un nouveau vilebrequin avec un décalage de tourillon de 180° au lieu des 90° de la V8 de série. Puisqu'un vilebrequin différent n'était pas autorisé selon les règles du groupe A, Audi a utilisé une astuce. Le vilebrequin d'origine avec un décalage de tourillon de 90° a été tordu à l'état brut, de sorte que la pièce de série a été conservée. BMW a déposé une plainte auprès de l'ONS, qui a déclaré la pièce légale. Mercedes a également protesté plus tard contre l'écart dans la réglementation. Même en deuxième instance, la pièce n'a pas été déclarée illégale. Audi a roulé avec ce vilebrequin lors des six premiers week-ends de course et a même réussi à remporter une triple victoire au Nürburgring. Cependant, en raison du poids élevé, il y avait plus de dommages aux pneus. De plus, la V8 quattro DTM de troisième année souffrait de problèmes de fiabilité. Après le week-end de course du Nordschleife, la cour d'appel de l'ONS a statué que le vilebrequin de l'Audi V8 quattro DTM n'était pas autorisé. En raison de cette décision, Audi s'est retirée du DTM avec effet immédiat. La V8 quattro DTM n'a plus été utilisé par la suite. Quelques semaines plus tard, Audi a commencé à développer une super voiture de tourisme basée sur l'Audi 80 B4.

### Résultats
| Date       | Circuit                      | Tours | Frank Biela                                 | Hans-Joachim Stuck                                  | Frank Jelinski                                      | Hubert Haupt                             |
| ---------- | ---------------------------- | ----- | ------------------------------------------- | --------------------------------------------------- | --------------------------------------------------- | ---------------------------------------- |
| 05.04.1992 | Zolder (B)                   | 24    | 3ème place Échec (moteur/3ème tours)        | Échec (moteur/7ème tours) Échec (moteur/6ème tours) | 15 Échec (transmission/9ème tours)                  | 16 Échec (moteur/5ème tours)             |
| 19.04.1992 | Nürburgring (D)              | 22    | 1ère place 18ème place                      | 2ème place 12ème place                              | 3ème place 11ème place                              | 12ème place 14ème place                  |
| 03.05.1992 | Fliegerhorst Wunstorf (D)    | 20    | Disqualifié                                 | 11ème place Échec (accident/2ème tours)             | 12ème place 13ème place                             | 15ème place Échec (accident/11ème tours) |
| 10.05.1992 | AVUS (D)                     | 38    | Échec (transmission/20ème tours) 8ème place | 6ème place Échec (accident/15ème tours)             | Échec (moteur/7ème tours) -                         | 10ème place Échec (accident/5ème tours)  |
| 24.05.1992 | Hockenheimring (D)           | 38    | 21ème place 14ème place                     | 19ème place Échec (accident/2ème tours)             | Échec (coulisseau des gaz/18ème tours) 12ème place  | Échec (accident/17ème tours) -           |
| 18.06.1992 | Nürburgring-Nordschleife (D) | 4     | 14ème place 15ème place                     | 23ème place Échec (moteur/2ème tours)               | Échec (moteur/2ème tours) Échec (moteur/4ème tours) |                                          |

### Classement des pilotes
| Pl. | Pilote                       | Véhicule                   | Points |
| --- | ---------------------------- | -------------------------- | ------ |
| 1.  | Allemagne Klaus Ludwig       | Mercedes 190E 2.5-16 Evo2  | 228    |
| 2.  | Danemark Kurt Thiim          | Mercedes 190E 2.5-16 Evo2  | 192    |
| 3.  | Allemagne Bernd Schneider    | Mercedes 190E 2.5-16 Evo2  | 191    |
| 4.  | Venezuela Johnny Cecotto     | BMW M3 Sport Evolution     | 185    |
| 5.  | Finlande Keke Rosberg        | Mercedes 190E 2.5-16 Evo 2 | 133    |
| 15. | Allemagne Frank Biela        | Audi V8 quattro DTM        | 35     |
| 18. | Allemagne Hans-Joachim Stuck | Audi V8 quattro DTM        | 21     |
| 19. | Allemagne Frank Jelinski     | Audi V8 quattro DTM        | 12     |
| 23. | Allemagne Hubert Haupt       | Audi V8 quattro DTM        | 1      |